# Tadulin
Tadulin (biał. Тадуліна; ros. Тадулино) – wieś na Białorusi, w obwodzie witebskim, w rejonie szarkowszczyńskim, w sielsowiecie Jody.

## Historia
W czasach zaborów folwark w powiecie dzisieńskim, w guberni wileńskiej Imperium Rosyjskiego. Na przełomie XVIII i XIX w. należała do Łopacińskich herbu Lubicz.
W latach 1921–1945 majątek leżał w Polsce, w województwie wileńskim, w powiecie dziśnieńskim (od 1926 w powiecie brasławskim), w gminie Jody.
Według Powszechnego Spisu Ludności z 1921 roku zamieszkiwało tu 61 osób, 16 było wyznania rzymskokatolickiego, 28 prawosławnego a 17 staroobrzędowego. Jednocześnie 26 mieszkańców zadeklarowało polską a 35 białoruską przynależność narodową. Było tu 11 budynków mieszkalnych. W 1931 w 3 domach zamieszkiwało 65 osób.
Wierni należeli do parafii rzymskokatolickiej w Szarkowszczyźnie i parafii prawosławnej w Jodach. Miejscowość podlegała pod Sąd Grodzki w Brasławiu i Okręgowy w Wilnie; właściwy urząd pocztowy mieścił się w Jodach.
W wyniku napaści ZSRR na Polskę we wrześniu 1939 miejscowość znalazła się pod okupacją sowiecką. 2 listopada została włączona do Białoruskiej SRR. Od czerwca 1941 roku pod okupacją niemiecką. W 1944 miejscowość została ponownie zajęta przez wojska sowieckie i włączona do Białoruskiej SRR.
Od 1991 w składzie niepodległej Białorusi.